# Geografia Malty

Malta na mapie świata

Mapa topograficzna Malty

Malta jest jednym z najmniejszych państw świata. Leży w Europie Południowej, na Morzu Śródziemnym.

## Powierzchnia, położenie i granice
Malta leży na: 35°50′N, 14°35′E, 81 km na południe od włoskiej Sycylii, 286 km na północny wschód od Tunezji, 341 km na północ od Libii i 581 km na zachód od greckiej wyspy Zakintos. Jest położona w Europie Południowej, w środkowej części Morza Śródziemnego. Jest najdalej na południe wysuniętym państwem Europy. Poprzez wody terytorialne Morza Śródziemnego (Cieśnina Maltańska) od północy graniczy z Włochami. Linia brzegowa wynosi ok. 180 km. Morska wyłączna strefa ekonomiczna Malty obejmuje 55 542 km². Powierzchnia kraju wynosi 316 km². Malta jest drugim najbezpieczniejszym państwem na świecie, jeśli chodzi o prawdopodobieństwo wystąpienia klęski żywiołowej.

## Ukształtowanie poziome

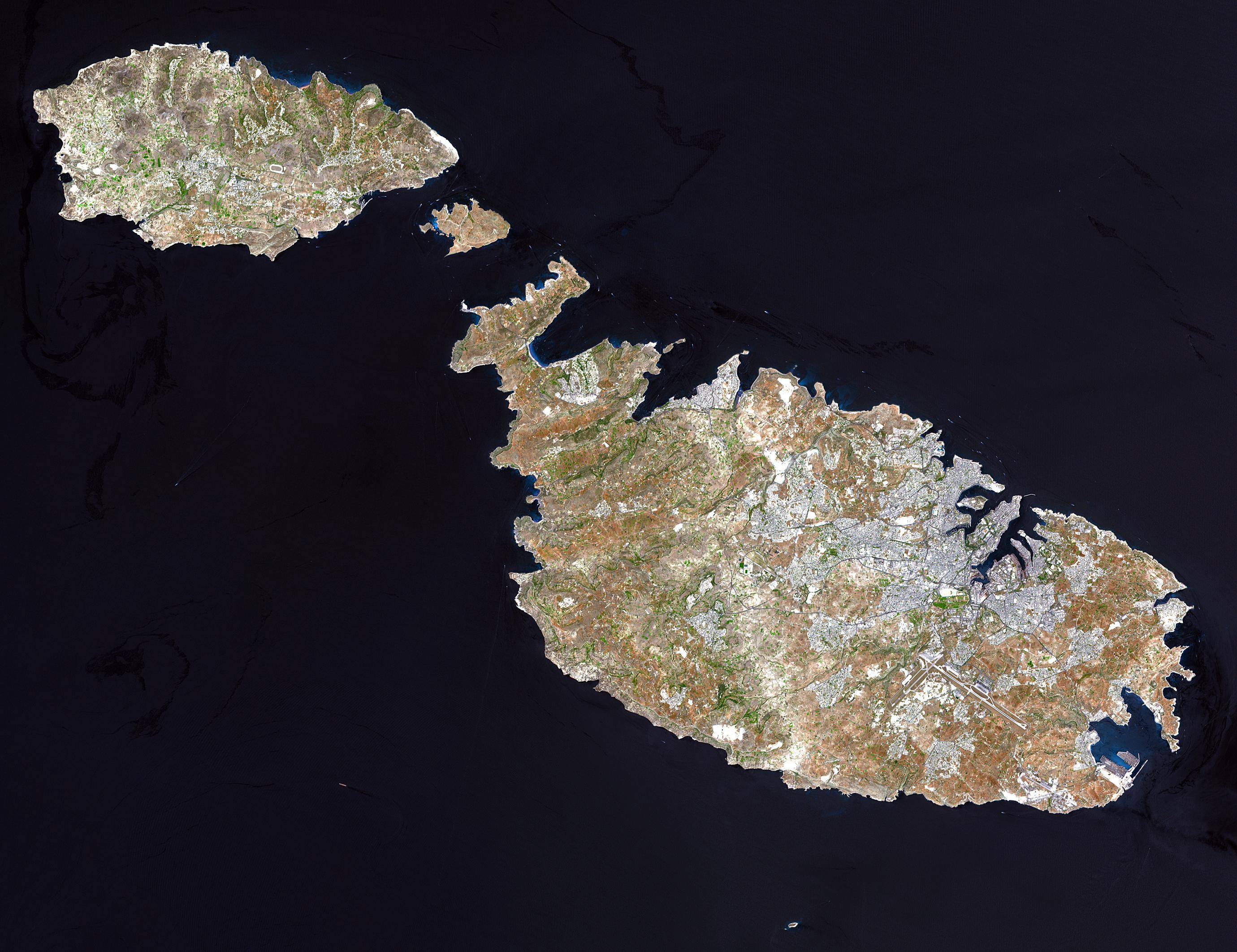
Zdjęcie satelitarne Malty

Linia brzegowa jest dość urozmaicona, licznie występują tu głębokie zatoki i półwyspy, ponadto część wybrzeża została przeobrażona przez człowieka. Wybrzeża mają charakter abrazyjny i są mocno rozczłonkowane. Przeważającym typem wybrzeża w południowej części wyspy Malta jest klif i inne formacje skaliste. Niewielką część (poniżej 5%) zajmują plaże i sztuczne nabrzeże.

## Archipelag

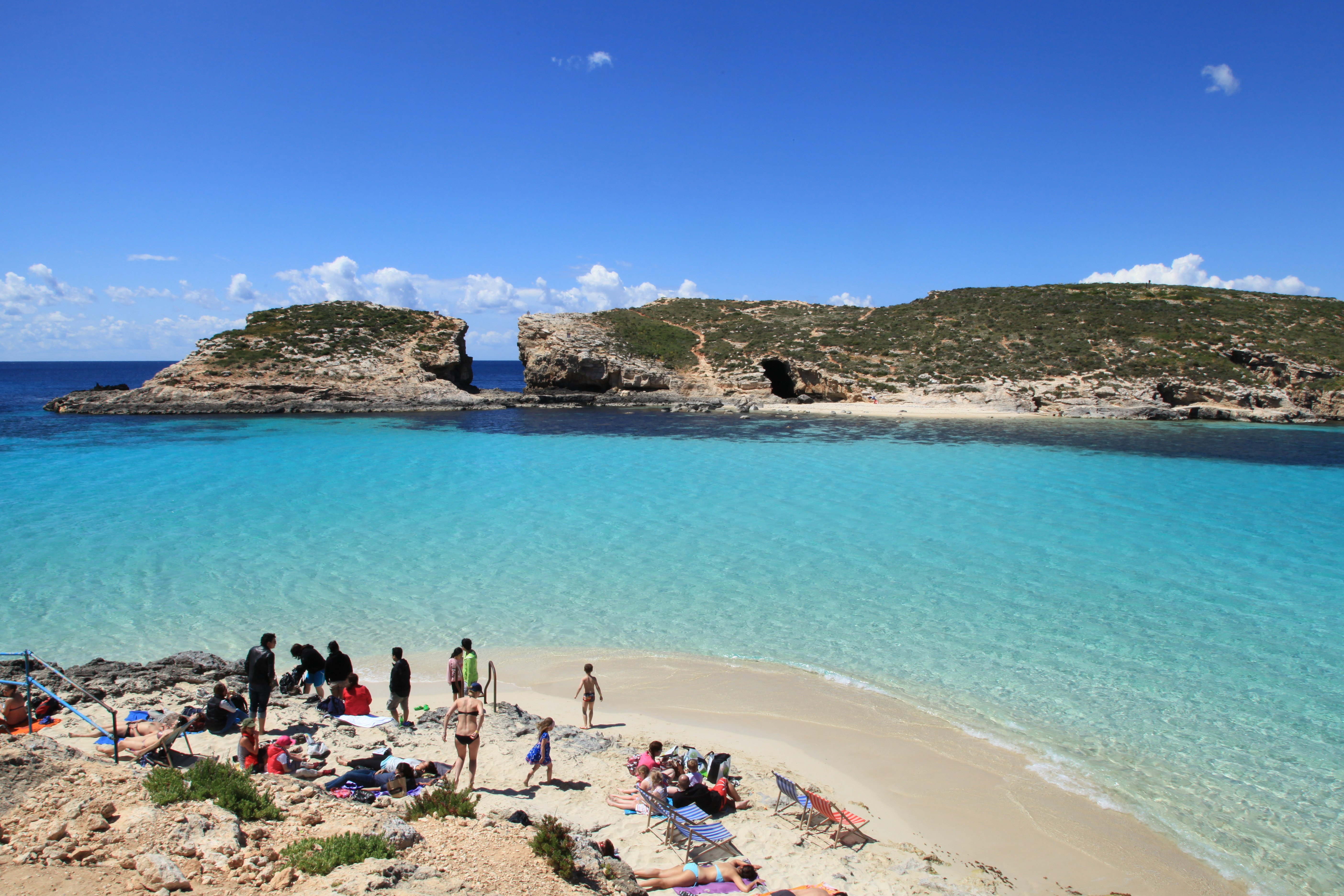
Błękitna Laguna pomiędzy wyspami Comino i Cominotto

Wyspa Malta jest główną wyspą archipelagu Wysp Maltańskich, obejmuje ona prawie 78% powierzchni archipelagu i prawie 90% ludności państwa. Powierzchnia tej głównej wyspy wynosi 246 km², szerokość wynosi około 10 km i maksymalna długość wynosi około 28 km. Drugą co do wielkości wyspą jest Gozo obejmująca 21% powierzchni archipelagu, o powierzchni 67 km² (średnio kilka kilometrów szerokości, kilkanaście kilometrów długości). Comino to trzecia co do wielkości wyspa obejmująca 0,9% powierzchni archipelagu, powierzchnia wysepki to 3,5 km², szerokość i długość wyspy wynosi średnio około 2 km. Archipelag obejmuje również szereg mniejszych wysp np. Wyspa Manoela, Cominotto i Wyspa Św. Pawła. Znajduje się tu także szereg mikrowysepek np. Filfla, Fungus Rock oraz większych skał wystających z morza.

## Geologia
Archipelag ma warstwową strukturę, skały osadowe zostały zdeponowane 40-15 milionów lat temu z Oceanu Tetydy. Kolejność warstw od powierzchni: wapienie koralowe, zielony piaskowiec, niebieska glina, wapień i wapienie koralowe. Wyspy Maltańskie zostały utworzone z osadów morskich – skał osadowych – głównie wapieni koralowych, powstałych w okresie oligo-miocenu.

## Budowa geologiczna i rzeźba
Malta, jak i sąsiednie wyspy stanowią fragment zanurzonej Płyty Południowo-Sycylijskiej. Zbudowane są z trzeciorzędowych wapieni, występuje tu powszechnie rzeźba krasowa. Archipelag Wysp Maltańskich stanowią w istocie wierzchołki podwodnych masywów. Wybrzeża urozmaicają liczne groty np. Grota Błękitna, będąca atrakcją turystyczną kraju. Powierzchnia jest pofalowana i pagórkowata oraz silnie zniszczona wskutek krasowienia i denudacji. Obszary wysp są poprzecinane dolinami rzecznymi. Kraj jest nizinny, a maksymalna wysokość to 258 m n.p.m. – jest nim wzniesienie Dingli na Malcie. Pozostałe wyspy są wybitnie nizinne.

## Wzgórza
Na Malcie istnieje kilkadziesiąt wzgórz i pagórków. Najwyższym szczytem Malty jest wzgórze Ta’ Dmejrek o wysokości 253 metrów.

## Klimat
Malta znajduje się w strefie klimatu subtropikalnego typu śródziemnomorskiego, z bardzo łagodnymi zimami i długimi ciepłymi, częściowo gorącymi latami. Średnia roczna temperatura wynosi 23 °C w dzień i 16 °C w nocy. Według International Living, Malta jest państwem z najlepszym klimatem na świecie.
Średnia temperatura dwóch miesięcy zimowych – stycznia i lutego wynosi 16 °C w dzień i 10 °C w nocy. W tych miesiącach temperatury wynoszą zwykle od 13 do 20 °C w ciągu dnia, od 7 do 13 °C w nocy, a średnia temperatura morza wynosi 15 °C. Opady śniegu, jak i mróz nie występują. Średnia temperatura ośmiu miesięcy letnich, od kwietnia do listopada wynosi 26 °C w dzień i 18 °C w nocy. W najcieplejszym miesiącu roku – sierpniu, temperatury wynoszą zwykle od 28 do 34 °C w ciągu dnia, około 23 °C w nocy, a średnia temperatura morza wynosi 26 °C. Temperatury powyżej 30 °C występują przez kilkadziesiąt dni rocznie, standardowo w lipcu i sierpniu, od czasu do czasu również w czerwcu i wrześniu. Dwa miesiące – marzec i grudzień mają charakter przejściowy, ze średnią temperaturą 17–18 °C w ciągu dnia i 11–12 °C podczas nocy, pod względem temperatury i usłonecznienia przypominają nieco maj i wrzesień w Polsce. Na Malcie występują niewielkie wahania temperatury, zarówno pomiędzy dniem a nocą oraz pomiędzy kolejnymi dniami.
Malta ma 90 dni deszczowych rocznie (≥0.1 mm), od około 1 dnia deszczowego w okresie od czerwca do sierpnia do 16 dni deszczowych w grudniu. Miasto-państwo ma około 3000 godzin czystej słonecznej pogody rocznie, od ponad 160 h (średnio 5.2 godziny dziennie, ponad 5 razy więcej niż w Polsce) w grudniu do ponad 377 h (średnio 12.2 godziny czystego słońca na dobę) w lipcu. Malta jest jednym z niewielu miejsc w Europie, gdzie zielono jest przez cały rok.
| Miesiąc                                             | Sty  | Lut  | Mar  | Kwi  | Maj  | Cze  | Lip  | Sie  | Wrz  | Paź  | Lis  | Gru  | Roczna |
| --------------------------------------------------- | ---- | ---- | ---- | ---- | ---- | ---- | ---- | ---- | ---- | ---- | ---- | ---- | ------ |
| Średnie temperatury w dzień [°C]                    | 16,1 | 16,0 | 17,8 | 20,0 | 24,2 | 28,5 | 31,5 | 31,8 | 28,4 | 25,2 | 21,0 | 17,5 | 23,2   |
| Średnie dobowe temperatury [°C]                     | 13,2 | 13,0 | 14,6 | 16,7 | 20,4 | 24,4 | 27,2 | 27,7 | 25,0 | 21,9 | 18,0 | 14,7 | 19,7   |
| Średnie temperatury w nocy [°C]                     | 10,3 | 9,9  | 11,3 | 13,3 | 16,6 | 20,3 | 22,8 | 23,6 | 21,6 | 18,6 | 15,0 | 11,9 | 16,3   |
| Opady [mm]                                          | 94,7 | 63,4 | 37,0 | 26,3 | 9,2  | 5,4  | 0,2  | 6,0  | 67,4 | 77,2 | 109  | 108  | 603    |
| Średnia liczba dni z opadami                        | 15   | 12   | 9    | 6    | 3    | 1    | 0    | 1    | 5    | 9    | 13   | 16   | 90     |
| Średnie usłonecznienie [h]                          | 169  | 178  | 227  | 254  | 310  | 337  | 377  | 352  | 270  | 224  | 198  | 161  | 3054   |
| Źródło: maltaweather.com (Meteo Malta & MaltaMedia) |      |      |      |      |      |      |      |      |      |      |      |      |        |

## Wody
Wody powierzchniowe są bardzo ubogie. Malta jako jedyny kraj Europy posiada sieć rzek okresowych. Głównymi tego przyczynami są sezonowość opadów, które nie występują latem, oraz skrasowiałe podłoże. Część wód opadowych gromadzona jest w podziemnym krasie. Geologiczny upad warstw powoduje niedobory wody w części południowej. Woda częściowo jest pozyskiwana poprzez odsalanie wody morskiej. Głównymi zasobami są wody podziemne. Na wyspie brak jezior i stałych rzek.

## Flora i fauna
Flora Malty składa się z ok. 1000 gatunków roślin naczyniowych, w tym ok. 800 rodzimych. Endemitów maltańskich tj. roślin znanych tylko z tych wysp jest 14 gatunków i kilka odmian. Ze względu na centralne położenie wysp maltańskich w basenie Morza Śródziemnego występują tu gatunki typowe zarówno dla jego wschodniej, jak i zachodniej części, północnej i południowej. Lasy na wyspach zostały niemal doszczętnie zniszczone. Zachowały się ich niewielkie tylko pozostałości z dębem ostrolistnym (Quercus ilex). Stosunkowo dużą powierzchnię zajmuje makia, wszędzie tu jednak wtórnego pochodzenia. Najbardziej charakterystyczną formacją roślinną dla tutejszego krajobrazu jest garig. Bogate gatunkowo suche zarośla krzewinek i bylin podobnie jak kwietne stepy dominują na obszarach z naturalną i półnaturalną roślinnością. Mniejsze powierzchnie zajmuje roślinność typowa dla klifów, wydm, solnisk i innych mokradeł. Liczne są gatunki i zbiorowiska roślinne synantropijne, związane z siedliskami przekształconymi przez człowieka.
Świat zwierząt jest dość ubogi, występuje tylko drobna zwierzyna (brak dużych ssaków). Ze ssaków na Malcie żyją głównie ryjówki, gryzonie, krety i nietoperze. Rodzimymi gatunkami są poza nietoperzami także łasice i jeże. Malta jest wyspą tranzytową dla ptaków migrujących z Afryki do Europy i z powrotem. Z ptaków występują głównie czaple i kormorany i liczne ptactwo morskie. Niektóre gatunki zwierząt jak białe króliki i myszy zostały sprowadzone przez człowieka. Na Malcie występuje też kilka gatunków gadów, głównie jaszczurki. W wodach okalających wyspy żyją foki i morświny.